# Domein Meetshoven
Het Domein Meetshoven is een voormalig kasteeldomein nabij de Vlaams-Brabantse plaats Aarschot, gelegen aan de Ter Heidelaan 97 A-B.

## Geschiedenis
Op deze plaats bevond zich een middeleeuws kasteel waar het oude geslacht van Meynaertshoven woonde. In 1596-1597 werd dit slot voor het eerst afgebeeld, en wel in de Albums van Croÿ.
In 1830 was baron Alexander Snoy de eigenaar. In de loop van de 19e eeuw zakte de status van het kasteel af naar die van boerderij. In 1879 kwam het goed aan Oscar van den Eynde die in 1929 ook de titel van baron en de naam van den Eynde de Rivieren mocht voeren. Hij woonde echter vooral in het Kasteel van Rivieren te Gelrode terwijl Meetshoven definitief een hoeve was.
Er rest een huis met 18e-eeuwse kern en daar tegenaan gebouwd een veelhoekig torentje dat mogelijk een 16e-eeuwse kern bezit.
In 1960-1970 werd de hoeve uitgebreid en daarin is restaurant  't Wit Toreke gevestigd.
In de nabijheid ligt het natuurgebied Meetshoven.